# Muhammad al-Badr

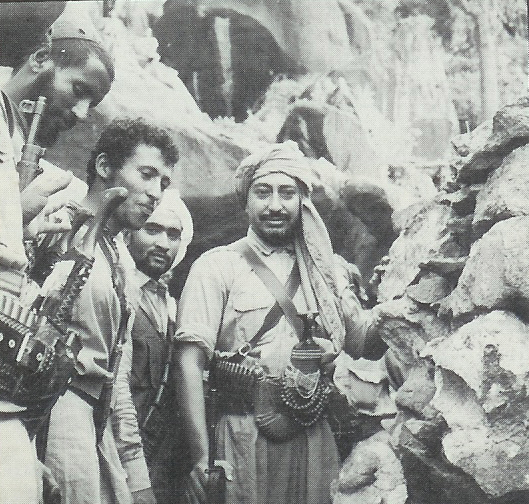
Muhammad al-Badr

Al-Mansur Bi'llah Muhammad al-Badr (Arabisch: المنصور بالله محمد البدر بن أحمد) (Hajjah, 25 februari 1929 – Londen, 6 augustus 1996) was van 19 september tot 27 september 1962 de laatste sjiitische imam en koning van het overwegend soennitische Koninkrijk Jemen. 
Hij volgde een opleiding aan de madrassa's (islamitische hogescholen) van Hajjah en Taiz. Van 1949 tot 1955 was hij plaatsvervangend gouverneur van Al Hudaydah en van 1955 tot 1962 vicepremier, minister van Defensie en minister van Buitenlandse Zaken. In 1955 werd hij tot kroonprins gekozen. Na de dood van zijn vader (Ahmad ibn Yahya) op 19 september 1962 werd hij koning van het Mutawakkilitisch Koninkrijk Jemen en imam en emir van de gelovigen. Een week na zijn aantreden pleegden leden van de 'Club van Vrije Officieren' een staatsgreep en riepen de Jemenitische Arabische Republiek uit. De imam/koning vluchtte daarop het berggebied in en organiseerde het royalistisch verzet tegen de republiek. Met steun van Saoedi-Arabië hielden de royalisten stand. In 1967 werd de imam als opperbevelhebber vervangen door prins Muhammad al-Hussein. In 1970 sloot deze laatste een akkoord met de republikeinen, waarna er royalisten tot de regering van de republiek konden toetreden.
De imam die op 8 maart 1969 Jemen had verlaten bleef echter in ballingschap leven. Hij overleed in 1996 in een Londens ziekenhuis aan een longontsteking. Hij ligt begraven op een islamitisch gedeelte van Brookwood Cemetery. 